# Abatia americana
Abatia americana är en videväxtart som först beskrevs av George Gardner, och fick sitt nu gällande namn av August Wilhelm Eichler. Abatia americana ingår i släktet Abatia och familjen videväxter. Inga underarter finns listade i Catalogue of Life.